# São Bento do Ameixial
São Bento do Ameixial is een plaats (freguesia) in de Portugese gemeente Estremoz en telt 390 inwoners (2001).